# Акционерное товарищество французского права
Акционе́рное това́рищество францу́зского пра́ва (фр. société anonyme du droit français) — согласно правилам французского коммерческого права акционерным товариществом является товарищество, уставный капитал которого разделен на акции и которое учреждается не менее чем семью участниками, несущими ответственность за убытки лишь в пределах своих взносов. Лица, лишенные права быть администраторами или управляющими товариществом, или те, кому законом или судом запрещено осуществлять эти функции, не могут быть учредителями акционерного товарищества.
Правила действующего французского законодательства различают акционерные товарищества, обращающиеся и не обращающиеся к публичной подписке на выпускаемые ими акции. Во втором случае правовое регулирование акционерного товарищества носит несколько более простой характер.

## Учреждение акционерных товариществ, обращающихся к публичной подписке
Учреждение акционерного товарищества, обращающегося к публичной подписке, начинается с создания учредителями проекта его устава. Разработанный проект подписывается одним или несколькими учредителями, которые затем передают один из его экземпляров на регистрацию и хранение в канцелярию коммерческого суда по месту нахождения товарищества. Сразу же после этого учредители публикуют в печати соответствующее уведомление о создании акционерного товарищества. Порядок и сроки этой публикации устанавливаются правительственным декретом.
Проведение подписки на акции товарищества, которые должны покрывать весь заявленный учредителями уставный капитал, допускается лишь после выполнения вышеуказанных формальных требований.  Во время подписной кампании подписчики должны оплатить не менее половины номинальной стоимости акций, которые покупаются путём оплаты в денежной форме. Оплата оставшейся части этого рода акций осуществляется в один или в несколько приемов по решению административного совета или директората товарищества в срок, который не может превышать пяти лет со дня регистрации товарищества в Реестре коммерсантов и товариществ.
Натуральные акции товарищества, предоставляемые за осуществление взносов в натуре, должны быть оплачены  подписчиками полностью на момент их выпуска. акции за взносы в виде умений и опыта в акционерных товариществах не предоставляются.
Средства, полученные за подписку на акции, оплачиваемые в денежной форме, и список подписчиков с указанием сумм, уплаченных каждым из них, передаются в депозит в порядке, устанавливаемом правительственным декретом, который также определяет и условия, при которых возникает право на ознакомление с этим списком. Подписка и осуществление платежей подтверждаются сертификатом депозитария. Данный сертификат составляется во время внесения денежных средств в депозит по предъявлении оформленных бюллетеней подписки.
После выдачи сертификата депозитария учредители созывают подписчиков на общее учредительное собрание товарищества в порядке и в сроки, предусмотренные правительственным декретом. Это собрание устанавливает наличие полной подписки на уставный капитал и оплаты акций в надлежащей сумме. Оно выносит решение о принятии устава, который может быть изменен лишь единогласно всеми подписчиками. Оно также определяет первых администраторов или первых членов наблюдательного совета товарищества и назначает одного или нескольких бухгалтеров-ревизоров. В протоколе заседания собрания указывается о принятии администраторами или членами наблюдательного совета и бухгалтерами-ревизорами своих полномочий.
В случае взносов в натуре, равно как и в случае условия, предусматривающего специальные преимущества лицам, являющимся или не являющимися участниками, по единогласному решению учредителей или, в противном случае, по решению суда должен быть назначен один или несколько уполномоченных по оценке корпоративных взносов. Эти уполномоченные, на которых распространяются правила о должностной несовместимости, осуществляют оценку взносов в натуре. Решение по вопросу об оценке взносов в натуре принимает общее учредительное собрание, которое может уменьшить такие взносы только с единодушного согласия всех подписчиков. Когда собрание рассматривает вопрос об утверждении взноса в натуре, то при подсчете большинства голосов акции лица, делающего взнос в уставный капитал товарищества, во внимание не применяются.
Учредительное собрание акционерного товарищества принимает решения при условии наличия кворума и большинства, предусмотренных законом для внеочередных собраний акционерных товариществ. Лица, подписавшиеся на акции товарищества, принимают участие в голосовании непосредственно или через своих представителей.
До регистрации товарищества в Реестре коммерсантов и товариществ его уполномоченное лицо не вправе снимать с его счета наличные средства, поступившие за подписку, оплачиваемую в денежной форме. Если в течение шести месяцев со дня подачи проекта  устава в канцелярию суда акционерное товарищество не будет учреждено, то любой подписчик имеет право потребовать в судебном порядке назначения уполномоченного с возложением на него обязанности получить и возвратить подписчикам денежные средства, за вычетом расходов по распределению этих средств.

## Учреждение акционерных товариществ, не обращающихся к публичной подписке
Когда публичная подписка на акции не осуществляется, то некоторые из вышеуказанных правил не применяются. Осуществление платежей в уставный капитал подтверждается сертификатом депозитария, который составляется во время внесения денежных средств в депозит по предоставлении списка акционеров, где указываются суммы, уплаченные каждым из них. В уставе товарищества должна содержаться оценка взносов, сделанных в натуре. Она осуществляется на основании заключения, которое составляется уполномоченным по оценке корпоративных взносов и прилагается к уставу. Если в уставе оговариваются специальные преимущества, то должна быть соблюдена эта же процедура.
Устав товарищества подписывается либо непосредственно акционерами, либо их представителями, имеющими специальные полномочия, после составления сертификата депозитария и после предоставления акционерам специального заключения, предусмотренного законом. Первые администраторы или первые члены наблюдательного совета, а также первые бухгалтеры-ревизоры назначаются уставом.
Действие вотирующих прав и прав на дивиденды по акциям товарищества, выпущенным в нарушение положений закона, приостанавливается до надлежащего урегулирования положения. Любые голосования или любые выплаты дивидендов, которые были осуществлены в период такой приостановки, считаются недействительными.

## Административный совет акционерного товарищества
Общее руководство деятельностью акционерного товарищества осуществляет его административный совет, состоящий не менее чем из трех членов. Максимальное количество членов этого совета, которое не может превышать восемнадцати человек, определяется уставом товарищества. Интересно отметить, что согласно новым требованиям, введенным французским законодательством в 2011 году, административный совет акционерного товарищества должен формироваться с соблюдением, по возможности, равного представительства в нем женщин и мужчин.
За исключением первых администраторов, назначаемых уставом, эти должностные лица назначаются общим учредительным собранием или очередным общим собранием. Однако при слиянии или разделении акционерных товариществ, назначение администраторов может также осуществляться и внеочередным общим собранием. Срок полномочий администраторов определяется уставом и не может превышать шести лет. Если уставом не предусмотрено противного, то администраторы могут переизбираться. Они также могут быть отозваны очередным общим собранием в любое время.
В уставах акционерных товариществ должен быть предусмотрен возрастной предел, в рамках которого администраторы вправе исполнять свои обязанности. Этот предел может применяться как ко всем администраторам, так и к определенному их проценту. В отсутствие специального положения в уставе товарищества, количество администраторов старше семидесяти лет не может превышать одной трети действующих администраторов.
Администратором акционерного товарищества может быть назначено также и юридическое лицо. В случае такого назначения юридическое лицо обязано определить своего постоянного представителя, к которому предъявляются те же требования и который несет те же обязанности и гражданскую и уголовную ответственность, что применялись бы к нему, если бы он осуществлял управление от своего имени. Это положение, однако, не затрагивает солидарной ответственности юридического лица, которое он представляет.
Одно физическое лицо не может одновременно занимать должность администратора более чем в пяти акционерных товариществах, расположенных на французской территории.
Согласно новым положения законодательства, введенным в 2012 году, администратор может стать наемным работником акционерного товарищества, в совет которого он входит. Это, однако, допускается лишь в том случае, если на день окончания финансового года данное товарищество не превышает пороговых значений, установленных для малых и средних предприятий, предусмотренных в статье 2 приложения к Рекомендациям № 2003/361/CE  Европейской комиссии от 6 мая 2003 года в отношении микропредприятий, малых и средних предприятий, и если трудовой договор с таким администратором будет соответствовать фактически выполняемому им труду.
В случае вакансии, ввиду смерти или отставки, одной или нескольких должностей администратора, административный совет имеет право осуществить, в период между двумя общими собраниями, временные назначения. Когда количество администраторов станет меньше установленного законом минимального предела, оставшиеся администраторы должны незамедлительно созвать очередное общее собрание с тем, чтобы восполнить штатный состав совета.
Временные назначения могут осуществляться административным советом. Когда совет не предпримет необходимых назначений или не созовет собрания, любое заинтересованное лицо может потребовать, чтобы суд назначил уполномоченного с целью созыва общего собрания для осуществления или для утверждения соответствующих назначений.
Согласно положениям французского законодательства, принятым в 2008 году, в уставе акционерного товарищества может быть предусмотрено требование о том, чтобы каждый администратор имел в собственности акции товарищества, количество которых определяется уставом. Если на день своего назначения администратор не является собственником требующегося количества акций или если в процессе выполнения им своих полномочий он перестанет быть таковым, то он признается подавшим в отставку, при условии, что он не урегулирует своего положения в течение шести месяцев.
В уставе товарищества может быть предусмотрено, что в административный совет будут входить – помимо обычных администраторов, также администраторы, избираемые персоналом товарищества или же персоналом товарищества и его прямых или опосредованных дочерних предприятий, расположенных на французской территории. Администраторы, избираемые работниками, должны иметь трудовой договор с товариществом или с одним из его прямых или опосредованных дочерних предприятий, находящихся на французской территории, заключенный не позднее, чем за два года до их назначения. Срок полномочий администратора, избираемого работниками, определяется уставом и не может превышать шести лет. Впрочем, эти полномочия могут быть возобновлены, если только уставом не предусмотрено противного.
Поручение по осуществлению полномочий администратора, избранного работниками, является несовместимым с какими бы то ни было поручениями по осуществлению этим лицом полномочий представителя профсоюза, члена комитета предприятия, представителя персонала или члена комитета по вопросам гигиены, безопасности и условий труда товарищества. Администратор, который на момент своего избрания выполняет то или иное из этих поручений, должен в течение восьми дней сложить с себя соответствующие полномочия.  В противном случае он признается подавшим в отставку с должности администратора. Прекращение трудового договора прекращает и полномочия администратора, избранного работниками.
Администраторы, избранные работниками, могут быть отозваны лишь в случае допущения нарушений при выполнении ими своих полномочий на основании решения председателя суда большой инстанции, которое выносится по иску большинства членов административного совета. Это решение подлежит немедленному исполнению.
Административный совет определяет направления деятельности товарищества и принимает меры к их реализации. С учетом полномочий, специально закрепленных за собраниями акционеров, и в пределах предмета деятельности товарищества, этот совет рассматривает любой вопрос относительно надлежащей работы товарищества, и принимает решения по касающимся его делам. В отношениях с третьими лицами товарищество принимает на себя обязательства даже и в силу актов административного совета, которые не входят в предмет деятельности этого товарищества, если только оно не докажет, что третьи лица знали, что акт выходит за пределы этого предмета, или что, учитывая обстоятельства, они не могли этого не знать. При этом для указанного доказательства одно лишь опубликование устава является недостаточным.
Административный совет осуществляет контроль и проверки, которые он сочтет уместными. Председатель или генеральный директор акционерного товарищества обязан направлять каждому администратору любые документы и данные, необходимые для выполнения последним своих полномочий. На выдачу поручительств, авалей и гарантий, если только они не выдаются товариществами, которые эксплуатируют банковское или финансовое учреждение, должно быть получено разрешение административного совета в порядке, устанавливаемом правительственным декретом.
Устав товарищества определяет правила, относящиеся к созыву и к решениям административного совета. Когда административный совет не собирается на протяжении двух месяцев, его члены, в составе не менее одной третьей их части, могут потребовать, чтобы председатель созвал совет с определенной повесткой дня. Созыв административного совета с определенной повесткой дня может также быть потребован у председателя генеральным директором. Требования, адресованные председателю в таком случае, являются для него обязательными.
Административный совет, возглавляемый его председателем, вправе принимать решения лишь в случае, если на нем присутствует не менее половины его членов.  Любое положение, предусматривающее противное, считается несуществующим. Если уставом не предусмотрено квалифицированного большинства, то решения совета принимаются большинством голосов присутствующих или представленных его членов.
Председатель административного совета организует и руководит его работой, за которую он отчитывается перед общим собранием участников. Он осуществляет наблюдение за надлежащим функционированием органов товарищества и, в частности, принимает меры к тому, чтобы администраторы могли выполнять свои обязанности.

## Директорат инаблюдательный советакционерного товарищества
Повседневное управление деятельностью акционерного товарищества осуществляет его директорат, который выполняет свои функции под контролем наблюдательного совета в пределах шестилетнего срока, определяемого уставом. Директорат акционерного товарищества состоит не более чем из пяти членов. Когда акции товарищества допущены к обращению на регулируемом рынке, на основании положений устава указанное количество членов директората может быть увеличено до семи. В акционерных товариществах, капитал которых составляет менее 150 000 евро, функции, принадлежащие директорату, могут осуществляться одним лицом. Члены директората назначаются наблюдательным советом, который закрепляет за одним из них статус председателя.
Когда полномочия, принадлежащие директорату, осуществляются одним лицом, это лицо имеет статус единоличного генерального директора. Члены директората или единоличный генеральный директор должны быть физическими лицами, которые могут быть избраны из числа лиц, не являющихся акционерами. В уставах должен предусматриваться предельный возраст членов директората, который, в отсутствие специального положения, ограничивается шестьюдесятью пятью годами. Когда член директората или единоличный директор достигает предельного возраста, он считается ушедшим в отставку. Члены директората могут быть отозваны с должности общим собранием, а также, если это предусмотрено уставом, – наблюдательным советом. Если решение об отзыве принимается без достаточных оснований, оно может повлечь за собой взыскание убытков.  В случае, когда соответствующее лицо заключило с товариществом трудовой договор, отзыв его с должности члена директората не влечет за собой прекращения этого договора.
Директорату предоставляются самые широкие полномочия действовать от имени товарищества при любых обстоятельствах. Он осуществляет эти полномочия в пределах предмета деятельности товарищества, за исключением полномочий, которые закон специально закрепляет за наблюдательным советом и за собраниями акционеров. В отношениях с третьими лицами обязательства возникают у товарищества даже и в силу актов директората, не входящих в предмет деятельности этого товарищества, если только оно не докажет, что третьи лица знали, что акт выходит за пределы этого предмета, или что, учитывая обстоятельства, они не могли этого не знать. При этом для указанного доказательства одно лишь опубликование устава является недостаточным. Положения устава, ограничивающие полномочия директората, не имеют силы в отношении третьих лиц.
Директорат проводит обсуждения вопросов деятельности товарищества и принимает свои решения в порядке, определяемом уставом. Председатель директората или единоличный генеральный директор представляет товарищество в его взаимоотношениях с третьими лицами. Однако уставом наблюдательному совету может быть предоставлено право наделять этими же представительскими полномочиями одного или нескольких других членов директората, которые в таком случае называются генеральными директорами. Положения устава, ограничивающие полномочия представлять товарищество, не имеют силы в отношении третьих лиц.
Наблюдательный совет, возглавляемый его председателем, должен состоять не менее чем из трех членов, которые назначаются на срок, не превышающий шесть лет, общим учредительным или очередным общим собранием и которые не могут входить в состав директората. Он формируется с соблюдением, по возможности, равного представительства в нем женщин и мужчин. Наблюдательный совет осуществляет постоянный контроль над деятельностью директората по управлению товариществом. В уставе может быть предусмотрено, что заключение перечисленных в нем сделок может иметь место лишь с предварительного разрешения наблюдательного совета.
В любой момент в течение года наблюдательный совет вправе осуществлять проверки и сверки, которые он найдет целесообразными, и может затребовать документы, которые он сочтет необходимыми для выполнения своих обязанностей. Директорат представляет наблюдательному совету отчет не менее одного раза в квартал. По окончании каждого финансового года и в срок, устанавливаемый правительственным декретом, директорат представляет наблюдательному совету для проверки и контроля документы, предусмотренные в законе. Наблюдательный совет представляет общему собранию свои замечания по отчету директората, а также по отчетам за финансовый год.
Согласно новым положениям Коммерческого кодекса, принятым в 2008 г., в уставе товарищества может быть предусмотрено требование о том, чтобы каждый член наблюдательного совета имел в собственности акции товарищества, количество которых определяется уставом. Если на день своего назначения член наблюдательного совета не является собственником требующегося количества акций или если в процессе выполнения им своих полномочий он перестанет быть таким собственником, то он признается подавшим в отставку, при условии, что он не урегулирует своего положения в течение шести месяцев.
Наблюдательный совет акционерного товарищества правомочен принимать решения лишь в случае, когда на нем присутствует не менее половины его членов. Если уставом не предусмотрено квалифицированного большинства, то решения принимаются большинством голосов присутствующих или представленных членов. Если уставом не предусмотрено противного, то в случае равенства голосов, голос председательствующего на собрании является решающим. В силу требований Закона от 22 марта 2012 года наблюдательный совет должен ежегодно принимать решения относительно политики товарищества по вопросам равенства условий профессии и оплаты труда работников.
Членам директората и членам наблюдательного совета, кроме юридических лиц, запрещается заключать с товариществом какие бы то ни было договоры о получении займов, овердрафта, по текущему счету или иным образом, а также принимать от него поручительство или аваль, обеспечивающие обязательства указанных лиц с третьими сторонами. Однако если товарищество эксплуатирует банковское или финансовое учреждение, то запрет не распространяется на текущие сделки этого учреждения, заключаемые на обычных условиях.

## Собрания акционеров акционерного товарищества
Полномочия вносить изменения в какие-либо положения устава предоставляются исключительно внеочередному общему собранию акционеров. Однако это собрание не вправе увеличивать обязательства акционеров, за исключением операций, вытекающих из укрупнения акций, которое осуществляется в установленном порядке.
Собрание правомочно принимать решения лишь в случае, когда присутствующие или представленные акционеры имеют, при первом созыве, не менее одной четверти акций, дающих право голоса, а при повторном созыве – одной пятой части таких акций. В отсутствие этого последнего кворума, второе собрание может быть перенесено на более позднюю дату в пределах двух месяцев со дня, на который оно было созвано.  В уставах товариществ, акции которых не допускаются к обращению на регулируемом рынке, могут предусматриваться более высокие требования к кворуму. Решения принимаются большинством в две трети голосов, которые имеют присутствующие или представленные акционеры.
Очередные общие собрания акционерного товарищества проводятся не реже одного раза в год, в течение шести месяцев со дня окончания финансового года, если только этот срок не продлевается по решению суда. Согласно требованиям Закона от 22 марта 2012 года, если в указанный срок очередное общее собрание проведено не будет, то органы прокуратуры или любой акционер имеют право обратиться к председателю соответствующего суда с тем, чтобы он обязал управляющих созвать такое собрание или назначить для его проведения соответствующего уполномоченного.
Административный совет или директорат представляет собранию свой отчет, а также ежегодные отчеты и консолидированные финансовые отчеты вместе с соответствующим им отчетом об управлении. Отчет об управлении должен содержать объективный и исчерпывающий анализ развития деятельности товарищества, его результатов и финансового состояния, в частности, состояния задолженности, с учетом объема и сложности деловых отношений. В отчет также включается описание основных рисков и положений неустойчивости, грозящих товариществу.
В зависимости от обстоятельств, общее собрание акционерного товарищества созывается административным советом или директоратом. В противном случае оно может быть также созвано бухгалтерами-ревизорами, ликвидаторами или мажоритарными акционерами, в части их прав в уставном капитале или прав голоса, после публичного предложения о покупке или обмене контрольного пакета акций, или же после его уступки. В некоторых акционерных товариществах общее собрание может быть созвано наблюдательным советом. Перечисленные органы и лица могут также созывать специальные собрания товарищества. Созыв собраний акционеров осуществляется в порядке и в сроки, устанавливаемые правительственным декретом. Любое собрание, созванное с нарушением установленного порядка, может быть признано несостоявшимся. Однако когда на собрании присутствовали или были представлены все акционеры, иск о признании этого собрания несостоявшимся рассмотрению не подлежит.
Повестка дня собраний акционерного товарищества составляется тем, кто их созывает. Однако акционеры, владеющие не менее чем 5% уставного капитала товарищества, или объединение акционеров, отвечающее условиям, предусмотренным статьей L. 225-120 Коммерческого кодекса, вправе потребовать, чтобы в повестку дня были включены определенные пункты или проекты решения. Эти пункты или проекты решения включаются в повестку дня собрания и доводятся до сведения акционеров в порядке, устанавливаемом правительственным декретом.  По общему правилу, собрание не вправе рассматривать вопрос, не внесенный в повестку дня.  Однако оно может, при любых обстоятельствах, отозвать и заменить одного или нескольких администраторов или членов наблюдательного совета. При повторном созыве собрания его повестка дня  не может быть изменена.
Любой акционер может голосовать заочно, заполнив анкету, реквизиты которой устанавливаются правительственным декретом. При исчислении кворума во внимание принимаются лишь анкеты, которые были получены товариществом до проведения собрания с соблюдением сроков, устанавливаемых упомянутым декретом. Анкеты, не содержащие результата голосования, или анкеты воздержавшихся лиц, рассматриваются как голоса, отданные «против». При наличии соответствующего положения в уставе, для исчисления кворума и большинства считаются присутствующими акционеры, участвующие в собрании путём видеоконференции или телекоммуникационной связи, которая позволяет их идентифицировать, и характер и порядок применения которой определяются правительственным декретом.
Административный совет или директорат должен направить или предоставить акционерам все необходимые документы, чтобы акционеры могли принимать решения со знанием дела, а также делать обоснованные выводы об управлении товариществом и о развитии его деятельности. Характер этих документов и порядок их отправления или предоставления акционерам определяются правительственным декретом.
Любой акционер имеет право задавать в письменной форме вопросы, на которые административный совет или директорат обязан ответить на собрании. Согласно положениям Ордонанса от 9 декабря 2010 года ответ на письменный вопрос акционеров считается данным с того момента, когда он размещен на интернет-сайте товарищества в рубрике, посвященной вопросам и ответам.
Количество голосов, которое каждый акционер имеет на собраниях товарищества, может быть ограничено уставом при условии, что это ограничение применяется ко всем акциям, независимо от категории, кроме акций с правом первоочередных дивидендов без права голоса. На очередных общих собраниях право голоса, вытекающее из акции, принадлежит узуфруктуарию, а на внеочередных общих собраниях – собственнику без права пользования. Сособственников неделимых акций на общих собраниях представляет один из них или их общий уполномоченный. В случае разногласий, уполномоченный назначается судом по заявлению наиболее рачительного сособственника. Право участия во внеочередных общих собраниях принадлежит каждому акционеру, а право участия в специальных собраниях принадлежит каждому акционеру, владеющему акциями, предусмотренными статьей L. 225-99 Коммерческого кодекса. Любое противное условие считается несуществующим.
До проведения общего собрания любой акционер имеет право получить для ознакомления список акционеров в порядке и в сроки, определяемые законодательством. На каждом собрании должен вестись список присутствующих, реквизиты которого определяются правительственным декретом и к которому прилагаются полномочия, выданные каждому доверенному лицу. Принятые на собрании решения должны быть указаны в протоколе, реквизиты которого предусматриваются в упомянутом декрете. В случае несоблюдения этих положений решения собрания могут быть аннулированы.

## Увеличениеуставного капиталаакционерного товарищества
Уставный капитал акционерного товарищества может быть увеличен либо путём выпуска обыкновенных или привилегированных акций, либо путём увеличения номинальной стоимости уже имеющихся акций. Он также может быть увеличен путём осуществления прав, вытекающих из ценных бумаг, открывающих доступ к уставному капиталу, в порядке, предусмотренном в статьях L. 225-149 и L. 225-177 Коммерческого кодекса.
Новые акции товарищества выпускаются либо по их номинальной стоимости, либо по этой стоимости, увеличенной на сумму эмиссионной премии. Они оплачиваются либо в денежной форме, в том числе и путём зачета встречных прав требования, исчисленных в денежном выражении и подлежащих погашению товариществом, либо путём взноса в натуре, либо путём включения резервов, прибылей или эмиссионного дохода, либо в порядке, определяемом в результате слияния или разделения товариществ. Они также могут оплачиваться вследствие осуществления прав, вытекающих из ценных бумаг, открывающих доступ к уставному капиталу товарищества, включая, в надлежащих случаях, внесение соответствующих сумм.
Право принятия решения о немедленном или будущем увеличении уставного капитала товарищества на основании отчета административного совета или директората принадлежит исключительно внеочередному общему собранию. Оно, однако, может передать это право административному совету или директорату в порядке, установленном в статье L. 225-129-2 Коммерческого кодекса. Увеличение уставного капитала товарищества должно быть осуществлено, с учетом положений, предусмотренных в статьях  L. 225-129-2 и L. 225-138 упомянутого Кодекса, в течение пяти лет со дня принятия этого решения или со дня передачи этого права. Указанный срок не применяется к увеличению уставного капитала, которое осуществляется вследствие реализации прав, вытекающих из ценных бумаг, открывающих доступ к уставному капиталу. В случае, когда внеочередное общее собрание принимает решение об увеличении уставного капитала товарищества, оно может передать административному совету или директорату полномочия установить порядок выпуска акций.
Акционеры товарищества имеют преимущественное право подписки, пропорциональное количеству их акций, на акции, оплачиваемые в денежной форме, которые выпускаются товариществом с целью увеличения его уставного капитала. Когда это право вытекает из акций товарищества, которые сами могут находиться в свободном обращении, оно может свободно отчуждаться во время подписки. В противном случае оно может быть отчуждено в том же порядке, что и сама акция.
Акционеры могут отказаться от своего преимущественного права в индивидуальном порядке. Когда акции обременены узуфруктом, связанное с ними право преимущественной подписки принадлежит собственнику без права пользования. Если собственник продаст свои права на подписку, то узуфрукт будет распространяться на суммы, полученные в результате этой продажи, или на имущество, приобретенное им за эти суммы. Если же собственник без права пользования не воспользуется своим правом, то узуфруктуарий может выступить вместо него с тем, чтобы подписаться на новые акции или продать права на подписку.

## Подписка наакциии их покупка работниками акционерного товарищества
Исходя из отчета административного совета или директората, внеочередное общее собрание товарищества может разрешить, административному совету или директорату предоставить членам персонала товарищества, или некоторым из них, опционы, дающие право подписки на акции. Срок, в течение которого это разрешение может быть реализовано и который не может превышать тридцати восьми месяцев, устанавливается внеочередным общим собранием. Опционы могут быть заключены даже в том случае, когда уставный капитал не был полностью оплачен. Цена подписки устанавливается на день заключения опциона административным советом или директоратом в порядке, определяемом внеочередным общим собранием, исходя из отчета бухгалтеров-ревизоров.
Разрешение, выдаваемое внеочередным общим собранием, должно содержать, в пользу получателей опционов, специальный отказ акционеров от их права преимущественной подписки на акции, которые будут выпускаться по мере принятия условий опционов. Внеочередное общее собрание может также разрешить административному совету или директорату предоставить членам персонала товарищества или некоторым из них опционы, дающие право на покупку акций, выкупленных до открытия опциона самим товариществом в порядке, установленном в статьях L. 225-208 или L. 225-209 Коммерческого кодекса.  Опционы, дающие право подписки на ценные бумаги, не допущенные к обращению на регулируемом рынке, могут быть предоставлены лишь работникам того товарищества, которое эти опционы предоставляет.

## Предоставление акций акционерного товарищества на бесплатной основе
Исходя из отчета административного совета или директората и специального отчета бухгалтеров-ревизоров, внеочередное общее собрание может разрешить административному совету или директорату безвозмездно предоставить членам персонала товарищества или некоторым их категориям определенное количество имеющихся акций или же акций, планируемых к выпуску. Максимальный процент уставного капитала, который может быть предоставлен в таком порядке, устанавливается внеочередным общим собранием. При этом общее количество предоставляемых безвозмездно акций не может превышать 10% уставного капитала товарищества на день принятия административным советом или директоратом решения об их предоставлении.
Следует, однако, заметить, что Законом от 22 марта 2012 года предусмотрено, что в уставах товариществ, ценные бумаги которых не допускаются к обращению на регулируемом рынке и не превышают, на дату окончания финансового года, пороговых значений, определенных для малых и средних предприятий, предусмотренных в статье 2 приложения к Рекомендациям № 2003/361/CE  Европейской комиссии от 6 мая 2003 года в отношении микропредприятий, малых и средних предприятий, может быть предусмотрен более высокий процент, который, тем не менее, не может превышать 15% уставного капитала товарищества на дату принятия административным советом или директоратом решения о предоставлении акций.
Когда предоставляются акции, планируемые к выпуску, то разрешение, данное внеочередным общим собранием товарищества, влечет за собой в силу закона – в отношении лиц, которым акции предоставляются безвозмездно, – отказ акционеров от их преимущественного права на подписку.
Соответствующее окончательное увеличение уставного капитала товарищества имеет место исключительно лишь в силу факта окончательного предоставления акций получателям. Права, вытекающие из безвозмездно предоставляемых акций, не могут быть отчуждены до окончания периода приобретения. Внеочередное общее собрание устанавливает также минимальный срок, в течение которого отчуждение акций получателями не допускается.
Акции на безвозмездной основе не могут предоставляться работникам и корпоративным уполномоченным, каждый из которых владеет более чем 10% уставного капитала.  Безвозмездное предоставление акций также не может иметь своим следствием владение каждым из работников и корпоративных уполномоченных более чем 10% уставного капитала.

## Амортизация и уменьшение уставного капитала акционерного товарищества
Амортизация уставного капитала осуществляется в силу положения, предусмотренного в уставе товарищества, или же в силу решения внеочередного общего собрания за счет сумм, подлежащих распределению, в смысле статьи L. 232-11 Коммерческого кодекса. Эта амортизация может быть осуществлена лишь путём выплаты равного возмещения по каждой акции одной и той же категории, что не влечет за собой уменьшения уставного капитала. Акции, которые были полностью амортизированы, называются пользовательскими акциями. Право, вытекающее из полностью или частично амортизированных акций, на первые дивиденды, предусмотренные в статье L. 232-19 Коммерческого кодекса, и на возмещение номинальной стоимости соразмерно погашается. Все остальные права, вытекающие из этих акций, сохраняются.
Решение об уменьшении уставного капитала принимается внеочередным общим собранием, которое может передать административному совету или директорату любые  полномочия по его реализации.  Указанное уменьшение ни при каких обстоятельствах не должно влиять на равноправие акционеров.
Отчет о данной операции, составляемый бухгалтерами-ревизорами, направляется для ознакомления акционерам товарищества в срок, устанавливаемый правительственным декретом. По данному отчету бухгалтеров-ревизоров, которые представляют собранию свою оценку причин и условий уменьшения уставного капитала, собрание принимает решение. Когда данную операцию осуществляет, по поручению общего собрания, административный совет, то он составляет об этом протокол, подлежащий занесению в реестр коммерческих предприятий, и принимает меры к внесению соответствующих изменений в устав. В случае несоблюдения требования о занесении протокола в реестр, решения о реализации этой операции могут быть аннулированы.

## Подписка, покупка или принятие в заклад акционернымтовариществомсвоих акций
Подписка товариществом на свои акции не допускается. Учредители или, в случае увеличения уставного капитала, члены административного совета или директората обязаны, в порядке, предусмотренном в статье L. 225-251 и в части первой статьи L. 225-256 Коммерческого кодекса, оплатить акции, на которые товарищество подписалось в нарушение вышеуказанного запрета. Покупка товариществом своих акций допускается в порядке и согласно условиям, предусмотренным в статьях L. 225-207 – L. 225-217 Коммерческого кодекса. Общее собрание участников, принявшее решение о не вызванном убытками уменьшении уставного капитала, может разрешить административному совету или директорату выкупить определенное количество акций с целью их аннулирования.
Согласно положениям Закона от 22 марта 2012 года, когда акции выкупаются с целью содействия ликвидности ценных бумаг товарищества в порядке, предусмотренном общим регламентом Администрации рынков ценных бумаг, количество акций, принимаемых во внимание при исчислении 10% предела, предусмотренного законом, должно соответствовать числу приобретенных акций, за вычетом того количества акций, которые были перепроданы в течение срока действия разрешения.
Количество акций, приобретенных товариществом с целью их сохранения и последующего использования в качестве платежа или для обмена в рамках операции слияния, разделения или внесения взноса, не может превышать 5% его уставного капитала. Эти положения применяются к планам выкупа, подлежащим утверждению общими собраниями.  В случае аннулирования приобретенных акций, решение об уменьшении уставного капитала товарищества принимается внеочередным общим собранием, которое может передать административному совету или директорату любые  полномочия по его реализации. Специальный отчет, составляемый бухгалтерами-ревизорами об указанной операции, должен направляться для сведения акционерам товарищества в течение срока, устанавливаемого правительственным декретом.
Принятие товариществом в заклад своих акций не допускается. акции, принятые товариществом в заклад вопреки запрету, должны быть возвращены их собственнику в течение одного года. Возврат может быть осуществлен в течение двух лет, если передача товариществу заклада вытекает из универсальной передачи имущества или из решения суда. В противном случае договор заклада аннулируется в силу закона. Данный запрет, однако, не применяется к текущим операциям кредитных учреждений.

## Контроль в акционерных товариществах
В каждом акционерном товариществе контроль осуществляется одним или несколькими бухгалтерами-ревизорами. Предложение общему собранию о назначении бухгалтеров-ревизоров делается в проекте решения, составляемом административным или наблюдательным советом. Когда товарищество прибегает к публичной подписке, то бухгалтеры-ревизоры избираются административным советом из числа тех, кого он намерен предложить. При этом генеральный директор и его заместитель, если они являются администраторами, участия в голосовании не принимают.
Акционеры, владеющих не менее чем 5% уставного капитала товарищества, или объединение акционеров, отвечающее требованиям, предусмотренным статьей L. 225-120 Коммерческого кодекса, вправе, два раза в течение финансового года, задавать председателю административного совета или директорату вопросы в письменной форме о любых обстоятельствах, которые могут поставить под угрозу стабильность работы товарищества.

## Преобразование и ликвидация акционерных товариществ
Любое акционерное товарищество может быть преобразовано в товарищество другой формы, если на момент преобразования оно существовало не менее двух лет, и если был составлен и утвержден акционерами его баланс за два первых финансовых года. Решение о преобразовании принимается на основании отчета бухгалтеров-ревизоров товарищества.  В отчете должно быть подтверждено, что у товарищества имеются собственные средства в размере, не меньшем, чем его уставный капитал. Преобразование подлежит утверждению, в надлежащих случаях, собраниями держателей облигаций и собранием владельцев учредительских акций. Решение о преобразовании должно быть опубликовано в порядке, устанавливаемом правительственным декретом.
Преобразование акционерного товарищества в полное товарищество требует согласия всех участников.  Решение о преобразовании акционерного товарищества в простое или акционерное коммандитное товарищество принимается в порядке, предусмотренном для внесения изменений в устав, причем с согласия всех участников, которые не возражают стать полными товарищами. Решение о преобразовании акционерного товарищества в товарищество с ограниченной ответственностью принимается в порядке, предусмотренном для внесения изменений в устав товариществ этой формы. Решение о преобразовании акционерного товарищества в европейское товарищество принимается в соответствии с положениями, предусмотренными в статьях L. 225-96 и L. 225-99 Коммерческого кодекса.
Решение о досрочной ликвидации товарищества принимается внеочередным общим собранием. По заявлению любого заинтересованного лица коммерческий суд может постановить решение о ликвидации товарищества, если количество его акционеров будет менее семи на протяжении более одного года. Для урегулирования положения суд может предоставить товариществу срок в пределах шести месяцев.  Если ко дню вынесения решения по существу положение товарищества окажется урегулированным, суд не вправе постановлять о его ликвидации.
Если вследствие установленных на основании бухгалтерских документов убытков собственные активы товарищества окажутся меньше половины его уставного капитала, то в течение четырех месяцев, следующих за утверждением отчетов, показавших эти убытки, административный совет или директорат товарищества обязан созвать внеочередное общее собрание с целью принятия решения относительно досрочной ликвидации товарищества. Если решение о ликвидации товарищества не принимается, то это товарищество обязано  уменьшить свой уставный капитал на сумму, не меньшую, чем сумма убытков, которые не могли быть погашены за счет резервов.
В случае непроведения общего собрания товарищества, как и в случае, когда во время последнего созыва это собрание не смогло надлежащим образом принять решение, любое заинтересованное лицо может потребовать ликвидации товарищества в судебном порядке. Во всех случаях для урегулирования положения суд может предоставить товариществу срок в пределах шести месяцев. Если ко дню вынесения решения по существу положение товарищества окажется урегулированным, суд не вправе постановлять решение о его ликвидации.   

## Гражданско-правовая ответственностьучредителейи должностных лиц акционерного товарищества
Учредители товарищества, виновные в недействительности акта о его учреждении, а также администраторы, исполнявшие должностные обязанности на момент, когда имела место недействительность, могут быть признаны солидарно ответственными за вред, причиненный акционерам или третьим лицам ввиду аннулирования акта об учреждении товарищества. О такой же солидарной ответственности может быть принято решение в отношении тех акционеров, чьи взносы или полученные преимущества не были проверены и утверждены. Право на иск об ответственности, вытекающей из аннулирования акта об учреждении товарищества, погашается в порядке, предусмотренном в части первой статьи L. 235-13 Коммерческого кодекса.
В отношении товарищества или третьих лиц администраторы и генеральный директор несут ответственность, индивидуальную или солидарную, в зависимости от обстоятельств, как за нарушение положений законов или регламентов, применяющихся к акционерным товариществам, так и за нарушения устава, а также за виновные действия, которые они совершили при осуществлении им управления делами товарищества. Если в совершении одних и тех же действий принимали участие несколько администраторов или несколько администраторов и генеральный директор, то доля участия каждого из них в возмещении причиненного вреда определяется судом.
Кроме иска о возмещении ущерба, понесенного лично, акционеры имеют право предъявить к администраторам или к генеральному директору корпоративный иск о привлечении их ответственности. Истцы вправе требовать полного возмещения ущерба, понесенного товариществом, в пользу которого, при наличии оснований, взыскиваются убытки. Считается несуществующим любое положение устава, которое имеет целью предъявление корпоративного иска поставить в зависимость от предварительного уведомления или разрешения общего собрания, или же положение, которое содержит заранее устанавливаемый отказ от осуществления права на этот иск.
Общее собрание не вправе принимать никакого решения, которое может иметь своим следствием аннулирование иска о привлечении к ответственности администраторов или генерального директора за виновные действия, совершенные ими при осуществлении своих полномочий.
Право на иски, как корпоративные, так и индивидуальные, о привлечении к ответственности администраторов или генерального директора погашается по истечении трех лет со дня совершения действия, причинившего вред, или, если оно было сокрыто, – со дня его обнаружения. Однако когда действие квалифицируется как преступление, право на иск погашается по истечении десяти лет.
Члены наблюдательного совета несут ответственность за личные виновные действия, имевшие место при осуществлении ими своих полномочий. Они не несут никакой ответственности за акты управления и за их последствия.  За правонарушения, совершенные членами директората, члены наблюдательного совета могут быть привлечены к гражданско-правовой ответственности, если, будучи об этих правонарушениях осведомлены, они не уведомили о них общее собрание.

## Акционерные товарищества с участием рабочих
В уставе любого акционерного товарищества может быть предусмотрено, что оно является товариществом «с участием рабочих». Товарищества, уставы которых не содержат этого положения, могут быть преобразованы в товарищества с участием рабочих в порядке, предусмотренном статьей L. 225-96 Коммерческого кодекса. Кроме общих правил, применяющихся к акционерным товариществам, к товариществам с участием рабочих применяются положения специальные положения Коммерческого кодекса. Если товарищество использует право выпуска рабочих акций, то это обстоятельство должно быть отражено во всех его актах и документах, предназначенных для третьих лиц, путём добавления слов «с участием рабочих».
Рабочие акции являются коллективной собственностью наемного персонала (рабочих и служащих), образующего кооперативно-коммерческое товарищество рабочих. В это товарищество рабочих в обязательном и исключительном порядке входят все работники старше восемнадцати лет, которые состоят с предприятием в трудовых правоотношениях на протяжении не менее одного года. Утрата оплачиваемой работы лишает участника всех его прав в товариществе рабочих, без компенсации.  Исчисление стоимости прав, которые в течение последнего финансового года были приобретены на предприятии соответствующим лицом до его увольнения, осуществляется с учетом времени, проработанного им в течение указанного года и положений статьи L. 225-269 Коммерческого кодекса.
Когда товарищество изначально учреждается в форме акционерного товарищества с участием рабочих, то устав такого акционерного товарищества должен предусматривать резервирование, до конца года, рабочих акций, предоставляемых рабочему коллективу. По истечении указанного срока эти акции передаются кооперативу рабочих, который учреждается в установленном порядке.
Дивиденды, выплачиваемые рабочим и служащим, входящим в состав кооператива рабочих, распределяются между ними в соответствии с правилами, предусмотренными уставом товарищества рабочих и решениями общих собраний. Однако в уставе акционерного товарищества должно быть предусмотрено, что до распределения дивидендов в пользу собственников обыкновенных акций из прибыли должна быть удержана сумма, соответствующая той, которая бы начислялась в виде процентов по курсу, определяемому уставом, на внесенный капитал.
Работникам товарищества, являющимся членами кооператива рабочих, рабочие акции не могут предоставляться в индивидуальном порядке ни при каких обстоятельствах.
Рабочие акции являются именными. Они регистрируются на имя кооперативного товарищества рабочих и не могут быть отчуждены в течение всего срока существования товарищества с участием рабочих. На общем собрании кооператива рабочих каждый участник имеет один голос. Однако в силу устава участникам могут быть предоставлены несколько голосов, в зависимости от суммы заработной платы этих участников, в пределах максимальной величины, равняющейся такому количеству голосов, во сколько раз ежегодная заработная плата соответствующего лица, больше суммы наименьшей заработной платы, которая выплачивается товариществом работникам старше восемнадцати лет.
Общее собрание участников кооператива рабочих правомочно принимать решения лишь в случае, когда на нем присутствуют или представлены, при первом созыве, не менее двух третей участников кооператива. Кворум, требующийся при повторном созыве собрания, определяется уставом.  В отсутствие соответствующих положений в уставе, этот кворум равняется половине присутствующих или представленных участников кооператива. Общее собрание принимает решения большинством отданных голосов. В случае голосования баллотировочными бюллетенями, незаполненные бюллетени в подсчет не включаются.
Ликвидация акционерного товарищества автоматически влечет за собой ликвидацию кооператива рабочих.

## Нормативные акты, принятые в период 2009–2012 гг. и касающиеся деятельности акционерных товариществ
Положения об акционерном товариществе французского права можно найти в законодательной и регламентарных частях действующего Коммерческого кодекса Франции, переведенного на русский язык в 2008 и 2010 гг. Следует, однако, иметь в виду, что в период 2009–2012 гг. во Франции были приняты следующие основные нормативные акты, позволяющие определить существующие тенденции развития французского корпоративного права, включая вопросы регулирования деятельности акционерного товарищества:
- Ордонанс от 25 февраля 2009 года «О выкупе акций, о декларациях относительно преодоления установленных пороговых значений результатов деятельности предприятий и о декларациях о намерениях».
- Декрет от 25 февраля 2009 года «О различных мерах, призванных упростить деятельность некоторых форм товариществ в свете требований статей 56 и 59 Закона 2008-776 от 4 августа 2008 года «О модернизации экономики».
- Декрет от 23 июня 2010 года «О правах акционеров в товариществах с котирующимися акциями».
- Закон от 12 июля 2010 года «О национальных обязательствах в области окружающей среды».
- Ордонанс от 9 декабря 2010 года «Об имплементации Директивы  Европейской комиссии 2007/36/CE от 11 июля 2007 года «Об осуществлении некоторых прав акционеров в товариществах с котирующимися акциями».
- Декрет от 23 декабря 2010 года «О правах акционеров в товариществах с котирующимися акциями».
- Закон от 27 января 2011 года «О равном представительстве женщин и мужчин в административном и наблюдательном советах коммерческих товариществ и о профессиональном равенстве».
- Закон от 17 мая 2011 года «Об упрощении и об улучшении качества правовых норм».
- Закон от 16 июня 2011 года «Об иммиграции, интеграции и о гражданстве».
- Ордонанс от 1 августа 2011 года «Об органах коллективного инвестирования ценных бумаг и о совершенствовании юридических мер по управлению активами».
- Декрет от 9 ноября 2011 года «О формальных требованиях, касающихся корпоративной информации».
- Закон от 22 марта 2012 года «Об упрощении права и о снижении бремени административных требований».
- Декрет от 24 апреля 2012 года «Об обязанности соблюдения принципов прозрачности деятельности предприятий в социальных вопросах и в вопросах защиты окружающей среды».